# Trypetisoma corniculatum
Trypetisoma corniculatum är en tvåvingeart som beskrevs av Kim 1994. Trypetisoma corniculatum ingår i släktet Trypetisoma och familjen lövflugor. Inga underarter finns listade i Catalogue of Life.